# Prosoplus albomaculatus
Prosoplus albomaculatus là một loài bọ cánh cứng trong họ Cerambycidae.